# Gruppo Sportivo Trancerie Mossina 1942-1943
Questa voce raccoglie le informazioni riguardanti il Gruppo Sportivo Trancerie Mossina nelle competizioni ufficiali della stagione 1942-1943.

## Stagione
Nella stagione 1942-1943 il club esordisce in Serie C, ottenendo il quinto posto nel Girone C.

## Rosa
| N. |                   | Ruolo | Calciatore        |
| -- | ----------------- | ----- | ----------------- |
|    | Italia (bandiera) | C     | Efren Arapi       |
|    | Italia (bandiera) | D     | Lino Bagni        |
|    | Italia (bandiera) | C     | L. Beltrami       |
|    | Italia (bandiera) | A     | M. Benaglia       |
|    | Italia (bandiera) | A     | Carlo Bianchi     |
|    | Italia (bandiera) | D     | Mario Bonini      |
|    | Italia (bandiera) | C     | Nellusco Campari  |
|    | Italia (bandiera) | A     | Antonio Carnevali |
|    | Italia (bandiera) | C     | Marino Cavazzuti  |
|    | Italia (bandiera) | D     | Antonio Furattini |

| N. |                   | Ruolo | Calciatore           |
| -- | ----------------- | ----- | -------------------- |
|    | Italia (bandiera) | A     | G. Gandolfi          |
|    | Italia (bandiera) | C     | N. Goi               |
|    | Italia (bandiera) | D     | Aristide Griffith    |
|    | Italia (bandiera) | A     | Giuseppe Maini       |
|    | Italia (bandiera) | P     | Paolo Manfredini     |
|    | Italia (bandiera) | A     | Gino Manini          |
|    | Italia (bandiera) | A     | Brenno Milani        |
|    | Italia (bandiera) | P     | Gian Carlo Panciroli |
|    | Italia (bandiera) | C     | Augusto Ponticelli   |
|    | Italia (bandiera) | C     | E. Salvaterra        |